# Aeroport Vnoekovo
Aeroport Vnoekovo is het zuidwestelijke eindstation van de Kalininsko-Solntsevskaja-lijn van de Moskouse metro dat op 6 september 2023 geopend als onderdeel van de zuidelijke verlenging van de lijn. Het is genoemd naar het gelijknamige vliegveld en is het 260e metrostation van het Moskouse net. 

## Geschiedenis
In 1985 kwamen er voorstellen voor randlijnen die langs de randen van het centrum de buitenwijken moesten verbinden. In 1987 lag er een concreet plan waarin onder andere de noord-west randlijn tussen Vnoekovo en Mytisjtsji was opgenomen. Door de omwenteling in de jaren 90 en de Roebelcrisis werden veel plannen opgeschort en pas op 5 mei 2010 werd een nieuw ontwikkelingsplan voor de metro goedgekeurd. Het zuidelijke deel van de noord-west randlijn werd als Solntsevkaja-radius tussen 2013 en 2018 gebouwd. Het metrostation op het vliegveld was gepland naast het eindpunt van de Aeroexpress met een gemeenschappelijke verdeelhal. Toch werd Rasskazovka, ongeveer 5 km ten noorden van het vliegveld, voorlopig het eindpunt van de Solntsevkaja-radius. Op 6 augustus 2012 zei Loco-burgemeester Koesjnoellin dat het doortrekken van de metro naar Vnoekovo pas na 2020 aan de orde zou zijn. 
Het hoofd van de afdeling stedebouw, A. Botsjkarjev, liet een jaar later weten dat er snelle verbindingen bestaan met de luchthavens door de aeroexpres en het niet doelmatig is om die te vervangen door de metro maar dat de metro naar Vnoekovo nog steeds werd overwogen voor de periode na 2020. 
Op 10 september 2014 liet Koesjnoellin weten dat een eventueel metrostation bij de Kievskoje Sjossee in plaats van bij de vertrekhal zou komen. 
Tijdens hoorzittingen in februari 2015 presenteerde de Okroeg Novomoskovski een voorstel voor een 5.4 km lange verlenging met twee stations ten zuiden van Rasskazovka die in de periode 2025 – 2035 gerealiseerd moest worden. 
Op 1 april 2016 verklaarde Koesjnoellin dat het voorstel van Novomoskovski nader kan worden uitgewerkt. Op 9 oktober 2017 werd gemeld dat de uitwerking van het plan binnen anderhalf jaar gereed zou zijn. In december 2017 werd bekend dat het ondergrondse station gebouwd kan worden zodat het kan worden geïntegreerd in de infrastructuur van de luchthaven. 
Begin mei 2018 werd het project ter goedkeuring voorgelegd en in januari 2019 keurde de commissie voor ruimtelijke ordening de verlenging van de Solntsjevskaja-radius naar het vliegveld goed. 
In maart 2019 werd besloten om het station ondergronds te bouwen. Het tracé komt tussen Pychtino en de tunnelingang op de rechteroever van de Likova op een 450 m lange metrobrug over de Likova. 
Op 22 juli 2020 sprak burgemeester Sergei Sobjanin op Twitter toch weer van een bovengronds station op het parkeerterrein van het vliegveld.
Op 11 november 2020 meldde het Complex van Stedenbouwkundig Beleid en Bouw van de stad Moskou dat het station zou worden geïntegreerd in de luchthaveninfrastructuur en dat er een ondergronds perron voor de metro zou komen. Het werk werd uitgevoerd door de aannemer IBT LLC.

## Chronologie
- 18 januari 2022: Tunnelboormachine Roza begint met het boren van de linker tunnelbuis tussen  Pychtino en Vnoekovo.
- 2 juni 2022: voltooiing van de eerste tunnel van de Solntsevskaja-lijn van de metro van Moskou naar de luchthaven Vnoekovo.
- 10 februari 2023: De burgemeester van Moskou, Sergei Sobjanin, kent de naam Aeroport Vnoekovo toe aan het station.

In maart 2023 werd het toekomstige gebruik van het station geschat op meer dan 22.000 passagiers per dag.

## Opening
In april 2023 was het de bedoeling om het station "in het vroege najaar van 2023" te openen. Begin augustus werd 28 augustus als openingsdatum genoemd. Naarmate augustus vorderde werd toch weer gesproken van het vroege najaar. Op 4 september begon het proefbedrijf zonder reizigers en sinds 6 september 2023 is de reizigersdienst in bedrijf.

## Ligging en inrichting
Het station ligt ondergronds parallel ten noorden van de sporen van de Aeroexpress en is, net als het station van de Aeroexpress, toegankelijk uit de voetgangerstunnel tussen het luchthavengebouw en het parkeerterrein. Uitzonderlijk voor Moskou is het ontbreken van keersporen zodat beide zijden van het eilandperron zowel voor binnenkomende als vertrekkende metro's gebruikt worden. De spoorwissel vindt plaats op een kruiswissel vlak bij de tunneluitgang bij de brug over de Likova. 
De inrichting van het station is gewijd aan vader en zoon Toepolev die hun vliegtuigontwerpbureau in de buurt van het vliegveld hadden. Al bij de ingang van de voetgangerstunnel in de kelder van het luchthavengebouw staat een standbeeld van Alexei Toepolev met op de sokkel een afbeelding van de, door hem ontworpen, Toepolev Tu-144. Aan de perronzijde van de OV-poortjes ligt een vide boven de zuidoostkop van het perron. Deze vide is opgesierd met metalen wandpanelen met op de wand aan de vliegveldzijde een kaart van het westelijk halfrond en boven het spoor een foto van Andrej Toepolev, de oprichter van het bedrijf. Aan de andere kant van de liftkoker hangt de foto van Alexei Toepolev. Op de wand aan die kant staat de kaart van het oostelijk halfrond. De beide kaarten zijn voorzien van de silhouetten van de vliegtuigen van Toepolev echter zonder de Tu-144. De rest van het perron is uitgevoerd als ondiep gelegen zuilenstation met een rij zuilen in het midden. De tunnelwanden, zuilen en plafond zijn hier bekleed met metalen platen als verwijzing naar vliegtuigen. Op de tunnelwanden zijn patronen in de vorm van staartstukken aangebracht.  

Toegang tot het station in de voetgangerstunnel.
De vide.
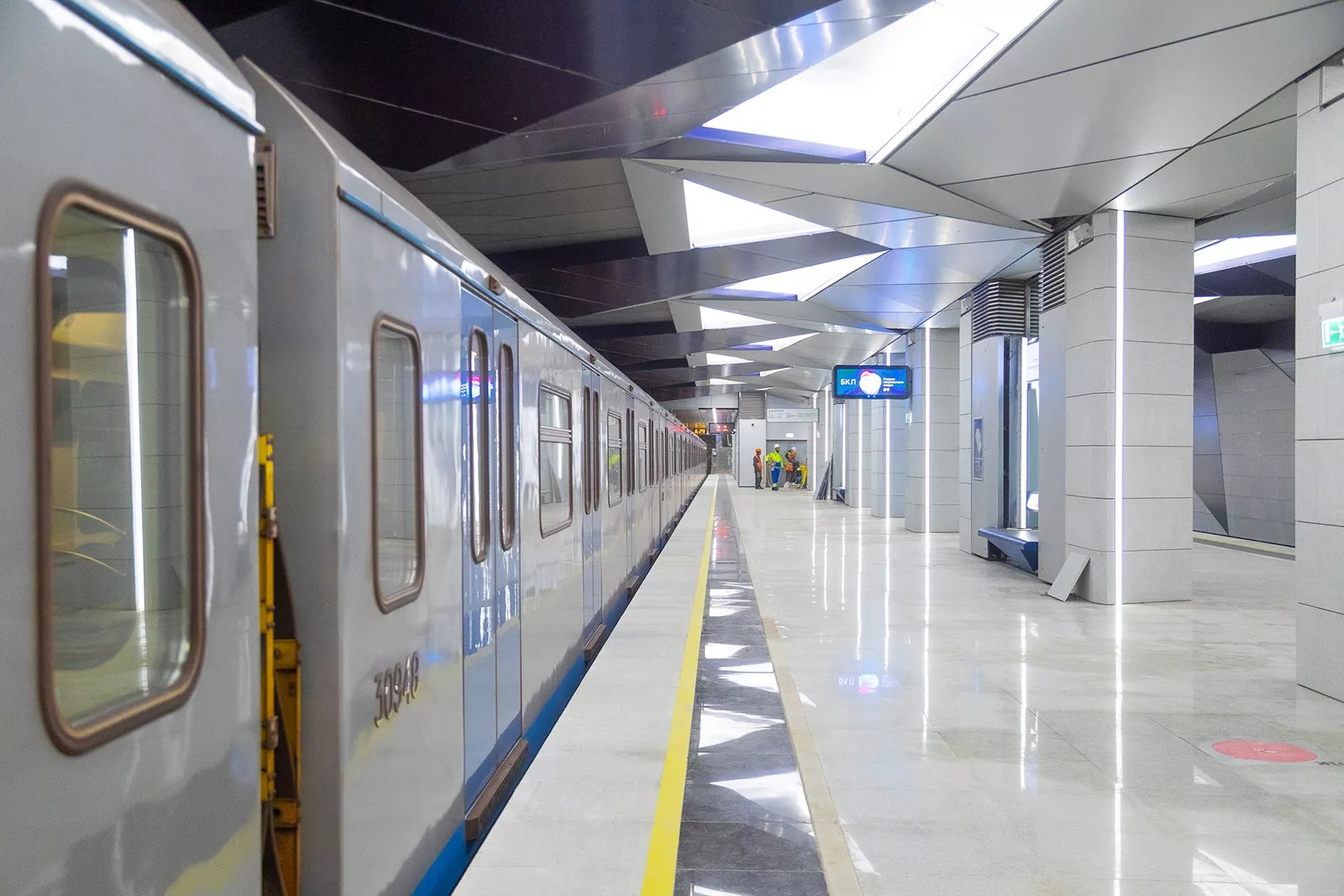
Metrostel langs het perron.